# Herrens Kirke
Herrens Kirke, senere Golgatakirken, var en frimenighedskirke på Kong Georgs Vej 3, Frederiksberg.
Kirken blev oprettet for den af pastor N.F. Carstensen 29. september 1878 stiftede evangeliske frimenighed. Han begyndte i Brødremenigheden, sluttede sig senere til de biskoppelige metodister, men udskilte sig 1877. Menigheden havde først kirke i den nuværende Bethlehemskirke, der da kaldtes Luthers Kirke og blev anvendt, indtil Herrens Kirke opførtes 1885-86 (grundsten nedlagt 30. juli 1885, indviet 14. februar 1886 efter tegning af arkitekt D.W. Leerbeck for ca. 45.000 kr. (1900-kroner) af røde mursten, 56 x 36 fod. Det indre havde tøndehvælv, lille orgelpulpitur og korniche, hvori et stort zinkstøbt krucifiks, zinkstabt døbefont (kopi efter Thorvaldsens). Ved koret var ligkapel. Ved kirken var en præstebolig.
Fra 1937 var kirken ikke i brug længere. Den blev revet ned 1960.